# Боршуляк Олександр Володимирович
Олекса́ндр Володи́мирович Боршуля́к (1999—2023) — український військовослужбовець, лейтенант, учасник російсько-української війни, Герой України (2024, посмертно).

## З життєпису
Народився 1999 року в селі Гаврилівці Кам'янець-Подільського району, де закінчив школу. У 2015 році вступив до ліцею з посиленою військово-фізичною підготовкою Кам'янця-Подільського. 2017-го вступив до Кам'янець Подільського національного університету імені Івана Огієнка, паралельно навчався на кафедрі військової підготовки офіцерів запасу. Університет закінчив в 2021 році, тоді й ж отримав офіцерське звання та військову спеціальність «бойове застосування інженерно-саперних з'єднань військових частин (підрозділів)».
У боях проти повномасштабного вторгнення російських військ брав участь з 2 березня 2022 року. Навчав підлеглих мінної справі.
Загинув 4 липня 2023 року при виконанні бойового завдання поблизу села Іванівське Бахмутського району.
Похований 7 липня 2023 року в селі Гаврилівці.
Без Олександра лишились батьки та сестра.

## Нагороди
- Звання Герой України з удостоєнням ордена «Золота Зірка» (28 червня 2024, посмертно) — за особисту мужність і героїзм, виявлені у захисті державного суверенітету та територіальної цілісності України, самовіддане служіння Українському народові[2].